# Lej Ťie-čchiung
Lej Ťie-čchiung (čínsky pchin-jinem Léi Jiéqióng, znaky 雷洁琼; 12. září 1905 — 9. ledna 2011) byla čínská socioložka, právnička a politička. Studovala v USA, v 30. a 40. letech přednášela sociologii na Jenčchingské univerzitě a různých šanghajských univerzitách, od 50. let působila na Pekingské vysoké škole politických věd a práva, během kulturní revoluce byla vyřazena z veřejného života, poté do roku 2005 přednášela na Pekingské univerzitě. Roku 1945 se podílela na založení Čínského sdružení pro rozvoj demokracie, po roce 1949 jedné z menších politických stran v Čínské lidové republice. V Čínské lidové republice se aktivně účastnila politického života, do vysokých funkcí postoupila v druhé polovině 70. let jako místostarostka Pekingu (1977–1983), místopředsedkyně Všečínského svazu žen (1978–1988), místopředsedkyně (1979–1987) a předsedkyně (1987–1997) Čínského sdružení pro rozvoj demokracie, místopředsedkyně celostátního výboru Čínského lidového politického poradního shromáždění (1986–1988) a místopředsedkyně stálého výboru Všečínského shromáždění lidových zástupců (1988–1998).

## Život
Lej Ťie-čchiung se narodila 12. září 1905 v Kantonu v rodině klasického vzdělance, právníka a redaktora lokálního časopisu. Otec jí poskytl pokrokové vzdělání a v devatenácti letech ji poslal studovat do Kalifornie. Studovala chemické inženýrství na Kalifornské univerzitě a dálnovýchodní studia na Stanfordově univerzitě, v roce 1931 absolvovala magisterské studium sociologie na Jihokalifornské univerzitě. Během pobytu v USA se živila výukou čínštiny pro čínsko-americké děti.
V roce 1931 se vrátila do Číny a stala se lektorkou na katedře sociologie Jenčchingské univerzity. Po japonském útoku na Mandžusko se se svými studenty připojila k hnutí 9. prosince, které požadovalo, aby se kuomintangská vláda postavila japonské agresi. Když po incidentu na mostě Marca Pola v roce 1937 Japonci obsadili Peking, odešla do Nan-čchangu v provincii Ťiang-si, aby se připojila k hnutí národní spásy. Sloužila ve skupině žen, která se starala o zraněné vojáky, a získala hodnost plukovnice. Vyučovala také v ženské třídě na Institutu politického hnutí v Ťiang-si. Když v roce 1939 padl Nan-čchang do rukou Japonců, přestěhovala se do Ťi-anu v jižním Ťiang-si, kde se poznala s komunistickým vůdcem Čou En-lajem.
Během čínsko-japonské války napsala mnoho esejů o životě, kariéře a boji žen v době války. V roce 1940 se podílela na založení univerzity Čung-čeng (později univerzita v Nan-čchangu). O rok později odešla do Šanghaje, kde přednášela na různých univerzitách. Roku 1941 se vdala za Jen Ťing-jaoa, sociologa, který stejně jako ona studoval v USA. V roce 1945 se s manželem podíleli na založení Čínského sdružení pro rozvoj demokracie.
Po skončení druhé světové války v červnu 1946 vyslal Šanghajský svaz lidových sdružení 11 zástupců včetně Lej Ťie-čchiung do Nankingu, aby požádali kuomintangskou vládu o neobnovení občanské války proti komunistům. Když vystoupili na nádraží v Nanjingu, byli napadeni a zbiti. Incident vyvolal pobouření čínských médií, která z útoku obvinila kuomintangskou vládu, naopak komunisté demonstrativně podpořili napadené, mimo jiné je v nemocnici navštívil Čou En-laj. Koncem roku se Lej Ťie-čchiung vrátila na Jenčchingskou univerzitu, na níž působila jako profesorka sociologie.
Po vzniku Čínské lidové republiky v roce 1949 i nadále působila v Čínském sdružení pro rozvoj demokracie, zastávala vysoké funkce ve Všečínském svazu žen, roku 1949 se účastnila jednání prvního Čínského lidového politického poradního shromáždění a v letech 1949–1954 byla členkou výboru pro kulturu a vzdělání státní administrativní rady, současně pracovala v pekingské městské radě a v pekingském výboru lidového politického poradního shromáždění. Po rozdělení Jenčchingské univerzity mezi různé pekingské univerzity roku 1952 přešla na Pekingskou vysokou školu politických věd a práva, na níž od roku 1956 působila jako proděkanka. Současně od roku 1952 zastávala funkci zástupce ředitele úřadu pro zahraniční experty při státní radě. Roku 1954 byla zvolena poslankyní Všečínského shromáždění lidových zástupců (znovuzvolena roku 1959 a 1964).
Během kulturní revoluce byla zbaveny všech veřejných funkcí a úřadů a spolu s manželem poslána na manuální práce na venkov v provincii An-chuej, ale zásluhou Čou En-laje se mohli vrátit do Pekingu. Od roku 1973 se vrátila do veřejného života, když se přednášela jako profesorka práv na Pekingské univerzitě, byla jmenována místostarostkou Pekingu (1977–1983). V březnu 1978 byla zvolena členkou stálého výboru celostátního výboru Čínského lidového politického poradního shromáždění (do 1983), v září 1978 místopředsedkyní Všečínského svazu žen a v říjnu následujícího roku byla vybrána mezi místopředsedy Čínského sdružení pro rozvoj demokracie. Podílela se na vedení Čínské sociologické společnosti a Společnosti pro studium manželství a rodiny. Roku 1983 byla počtvrté zvolena poslankyní Všečínského shromáždění lidových zástupců, stala se členkou stálého výboru shromáždění a místopředsedkyní právního výboru. V březnu 1986 byla vybrána do celostátního výboru Čínského lidového politického poradního shromáždění a následující měsíc zvolena místopředsedkyní celostátního výboru. V červnu 1987 povýšila z místopředsedkyně na předsedkyni ústředního výboru Čínského sdružení pro rozvoj demokracie (ve funkci byla potvrzena roku 1988 a 1992). V dubnu 1988 odešla z lidového politického poradního shromáždění a soustředila se na působení ve Všečínském shromáždění lidových zástupců, jehož místopředsedkyní byla v letech 1988–1998.
Na sjezdu Čínského sdružení pro rozvoj demokracie v listopadu 1997 odešla z předsednické funkce, náhradou se stala čestnou předsedkyní strany (do roku 2007). V březnu 1998  ji skončilo druhé funkční období jako místopředsedkyně stálého výboru Všečínského shromáždění lidových zástupců. I poté vyučovala na Pekingské univerzitě, a to až do svých 100 let.
Zemřela v Pekingu 9. ledna 2011 ve věku 105 let.